# Брасия
Брасия (Brassia) е род орхидеи, класифицирани в подрод Онцидиум (Oncidiinae).
Видът е наименуван на откривателя си Уилям Брас (William Brass), британски ботаник и илюстратор, колекциониращ растения в Африка под ръководството на сър Джоузеф Банкс. Абревиатурата на вида е Brs.

## Описание
Брасия (Brassia) са епифитни орхидеи от Америка. Те са около 35 вида, с ареал от Флорида до Южна Америка. Растат във влажните гори на надморска височина до 1500 м. Могат да станат доста големи. Цветоносът излиза от основата на новата псевдобулба и може да достигне до един метър на дължина. Брасията е наречена също „паяк орхидея“ заради дългите и остри листа на цветовете, които приличат на паяк.

## Отглеждане
Светлина: Брасия предпочита много светлина, но без преки слънчеви лъчи. Изисква много и ярка светлина със засенчване между 11 и 3 на обед. Ориентир е цветът на листата, ако са тъмнозелени, значи светлината е недостатъчна. Твърде силна слънчева светлина може от друга страна да предизвика пожълтяване на листата.
Температура: Хибридите са като цяло умерени орхидеи: температури 23 – 25 °C през деня и 13 – 16 °C през нощта. При добра температурна разликата между деня и нощта (10 °C), за да може вашите брасии да цъфтят.
Поливане и влажност на въздуха: По време на периода на растеж е необходимо обилно поливане, обикновено през пролетта и лятото. Субстрата да не пресъхва напълно между поливанията, но и не трябва да се задържа вода. През зимата се отглеждат на по-сухо.
Предпочитат влажност на въздуха 60% и отглеждането им до прозореца в подноси с влажен керамзит е добра идея, ако въздухът е по-сух. Изискват добра въздушна циркулация.
Торене: Подхранва се редовно на всеки 2 – 3 седмици, като по време на цъфтежа и в периода на почивка се прекъсва торенето.
Субстрат и пресаждане: Субстрат от кори средна до едра фракция и малко сфагнум. Пресажда се на всеки 2 – 3 години или ако субстрата започне да се разлага – в саксия от 2 до 4 см по-голяма от старата. Добрият дренаж е важен. За да цъфтят, някои растения се нуждаят от период на покой на хладно. Това е различно за различните видове и хибриди.
Обичайни са кръстоските на Brassia с Odontoglossum, Oncidium и Miltonia с цел подобряване на растежа и едрината на цветовете:
Miltassia = Miltonia x Brassia
Aliceara = Miltonia x Oncidium x Brassia
Degarmoara = Odontoglossum x Oncidium x Miltonia x Brassia
Brassidium = Brassia x Oncidium

## Видове
- Brassia angustilabia
- Brassia antherotes
- Brassia arachnoidea
- Brassia arcuigera – Arching Brassia
- Brassia aurorae – Reddish Brassia
- Brassia bidens – Two-toothed Brassia
- Brassia boliviensis
- Brassia caudata – Tailed Brassia
- Brassia cauliformis
- Brassia chloroleuca – Green-and-white Brassia
- Brassia cochleata
- Brassia cyrtopetala
- Brassia filomenoi
- Brassia gireoudiana – Gireoud's Brassia
- Brassia helenae
- Brassia huebneri
- Brassia iguapoana
- Brassia jipijapensis – Jipijapa Brassia
- Brassia josstiana
- Brassia koehlerorum – Koehler's Brassia
- Brassia lanceana – Lance's Brassia
- Brassia maculata – Spotted Brassia
- Brassia neglecta – Overlooked Brassia
- Brassia pascoensis
- Brassia peruviana – Peru Brassia
- Brassia rhizomatosa
- Brassia signata – Marked Brassia
- Brassia suavissima
- Brassia thyrsodes
- Brassia transamazonica
- Brassia verrucosa – Warty Brassia
- Brassia villosa
- Brassia wageneri – Wagener's Brassia
- Brassia warszewiczii – Warscewicz's Brassia

## Междувидови хибриди
- ×Alexanderara (Brassia × Cochlioda × Odontoglossum × Oncidium)
- ×Aliceara (Brassia × Miltonia × Oncidium)
- ×Bakerara (Brassia × Miltonia × Odontoglossum × Oncidium)
- ×Banfieldara (Ada × Brassia × Odontoglossum)
- ×Beallara (Brassia × Cochlioda × Miltonia × Odontoglossum)
- ×Brapasia (Aspasia × Brassia)
- ×Brassada (Ada × Brassia)
- ×Brassidium (Brassia × Oncidium)
- ×Brassioda (Brassia × Cochlioda)
- ×Brassochilus (Brassia × Leochilus)
- ×Brilliandeara (Aspasia × Brassia × Cochlioda × Miltonia × Odontoglossum × Oncidium)
- ×Crawshayara (Aspasia × Brassia × Miltonia × Oncidium)
- ×Degarmoara (Brassia × Miltonia × Odontoglossum)
- ×Derosaara (Aspasia × Brassia × Miltonia × Odontoglossum)
- ×Duggerara (Ada × Brassia × Miltonia)
- ×Eliara (Brassia × Oncidium × Rodriguezia)
- ×Forgetara (Aspasia × Brassia × Miltonia)
- ×Goodaleara (Brassia × Cochlioda × Miltonia × Odontoglossum × Oncidium)
- ×Hamiltonara (Ada × Brassia × Cochlioda × Odontoglossum)
- ×Johnkellyara (Brassia × Leochilus × Oncidium × Rodriguezia)
- ×Maclellanara (Brassia × Odontoglossum × Oncidium)
- ×Miltassia (Brassia × Miltonia)
- ×Norwoodara (Brassia × Miltonia × Oncidium × Rodriguezia)
- ×Odontobrassia (Brassia × Odontoglossum)
- ×Pettitara (Ada × Brassia × Oncidium)
- ×Roccaforteara (Aspasia × Brassia × Cochlioda × Odontoglossum)
- ×Rodrassia (Brassia × Rodriguezia)
- ×Rohriara (Ada × Aspasia × Brassia)
- ×Sanderara (Brassia × Cochlioda × Odontoglossum)
- ×Sauledaara (Aspasia × Brassia × Miltonia × Oncidium × Rodriguezia)
- ×Schafferara (Aspasia × Brassia × Cochlioda × Miltonia × Odontoglossum)
- ×Shiveara (Aspasia × Brassia × Odontoglossum × Oncidium)
- ×Wingfieldara (Aspasia × Brassia × Odontoglossum)

## Галерия
- Brassia caudata
- Brassia girouldiana
- Brassia lanceana
- Brassia maculata